# Warnawino (Nischni Nowgorod)
Warnawino (russisch Варна́вино) ist eine Siedlung städtischen Typs und ehemalige Stadt in der Oblast Nischni Nowgorod in Russland mit 3475 Einwohnern (Stand 14. Oktober 2010).

## Geographie
Der Ort liegt etwa 140 km Luftlinie nordnordöstlich des Oblastverwaltungszentrums Nischni Nowgorod am rechten, hohen Ufer der Wetluga.
Warnawino ist Verwaltungszentrum des Rajons Warnawinski sowie Sitz und einzige Ortschaft der Stadtgemeinde (gorodskoje posselenije) Rabotschi possjolok Warnawino.

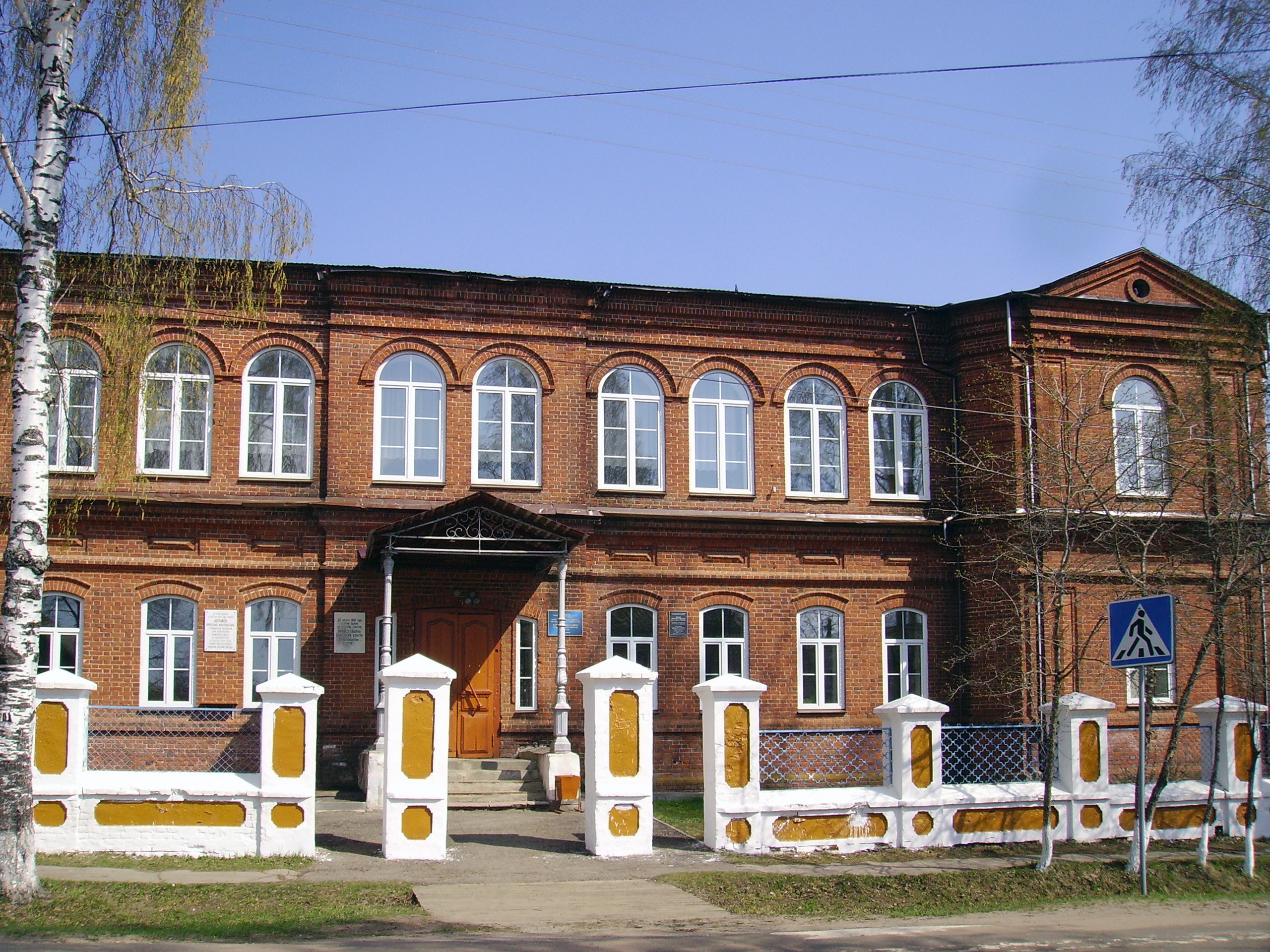
Ehemaliges Mädchengymnasium
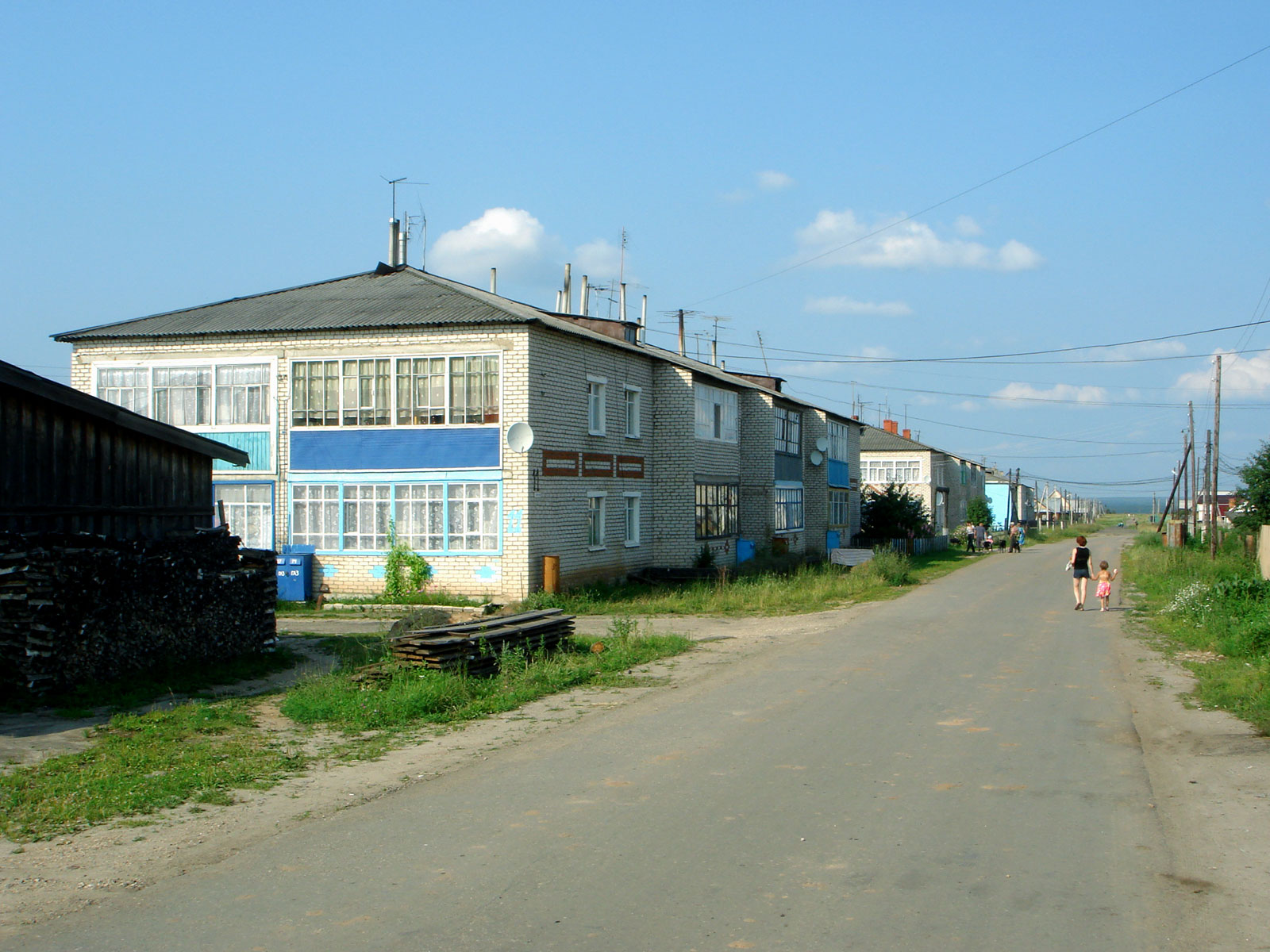
Straße in Warnawino
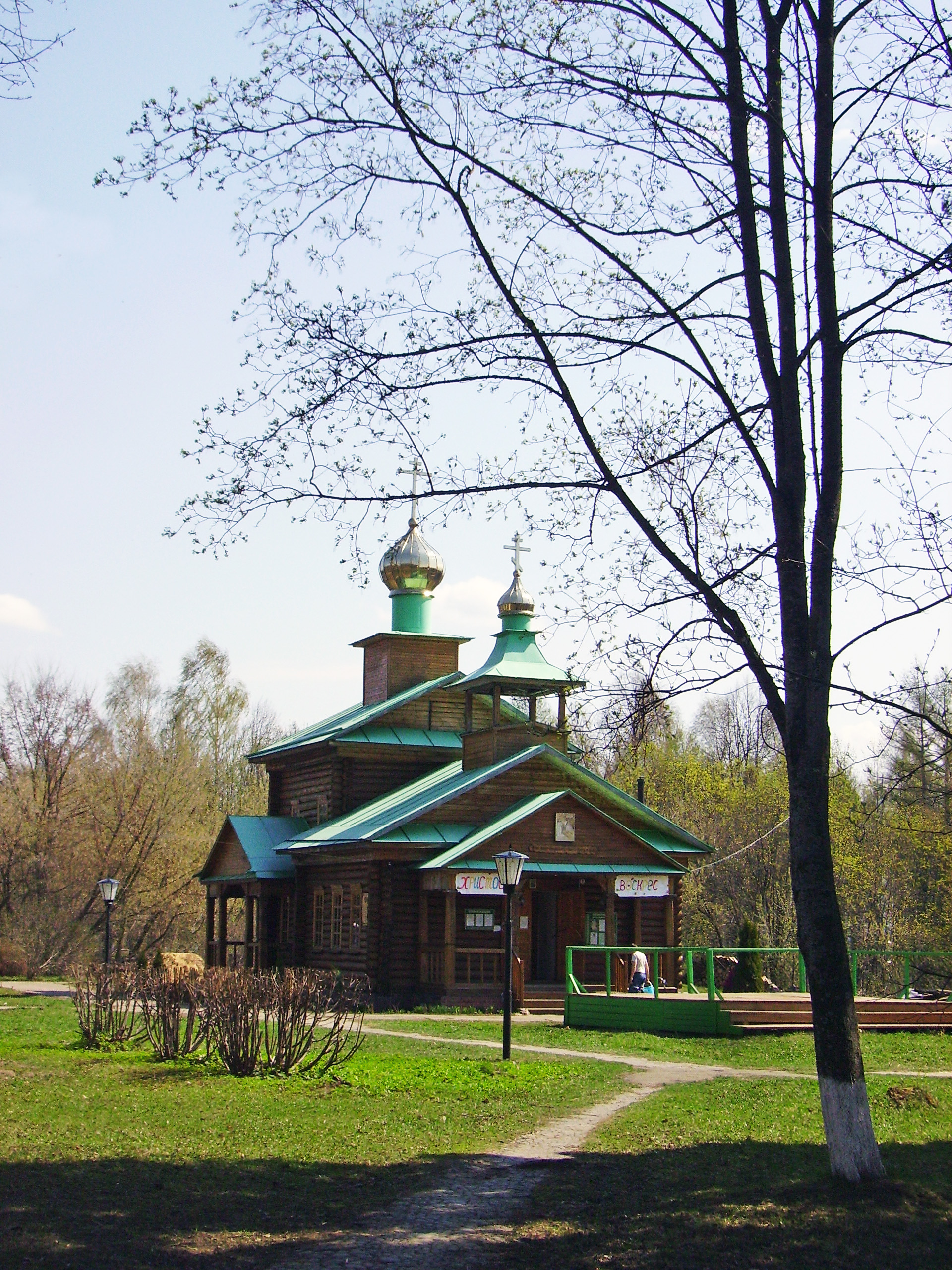
Neue hölzerne Barnabas-Kirche
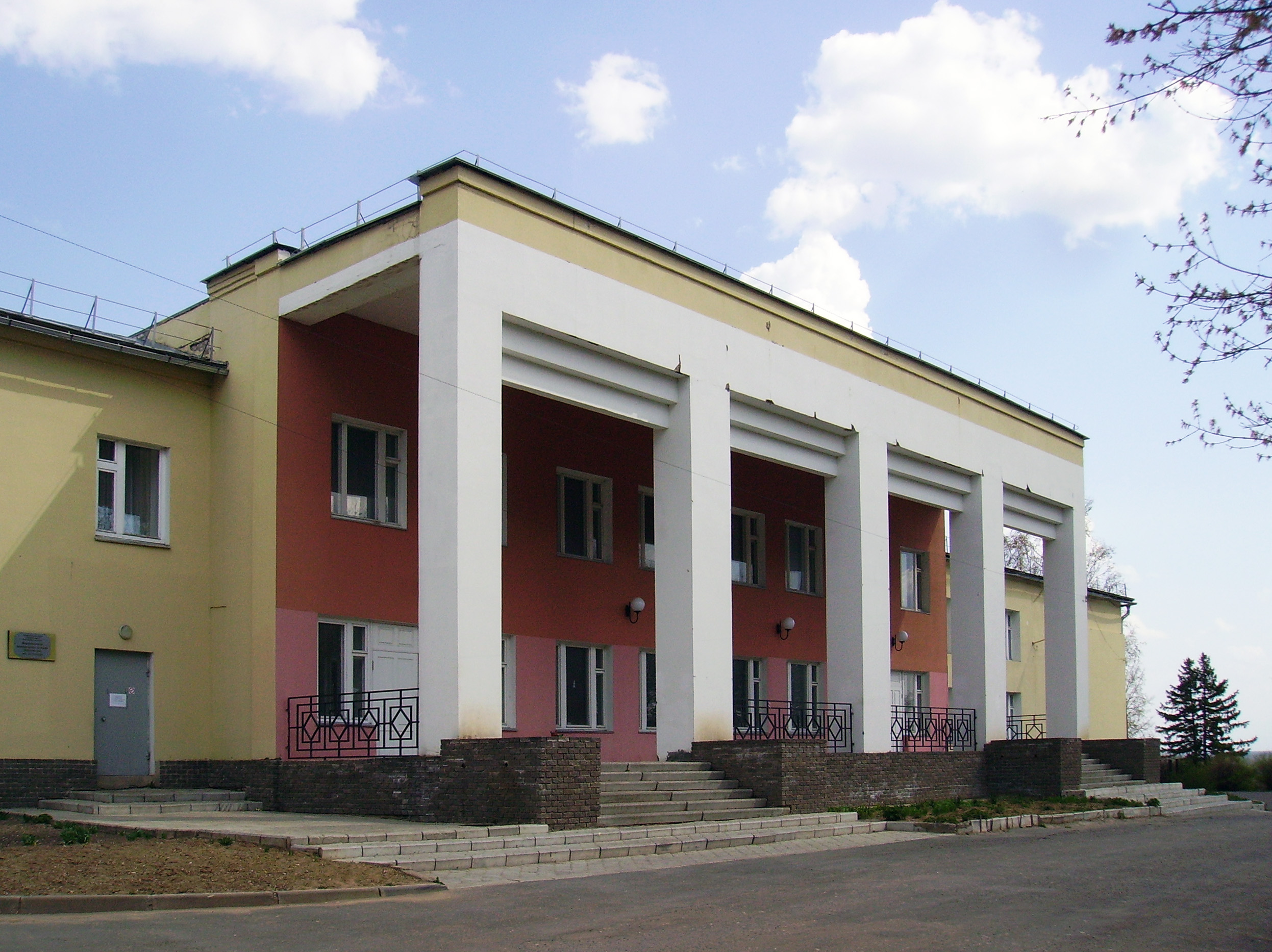
Rajon-Kulturhaus
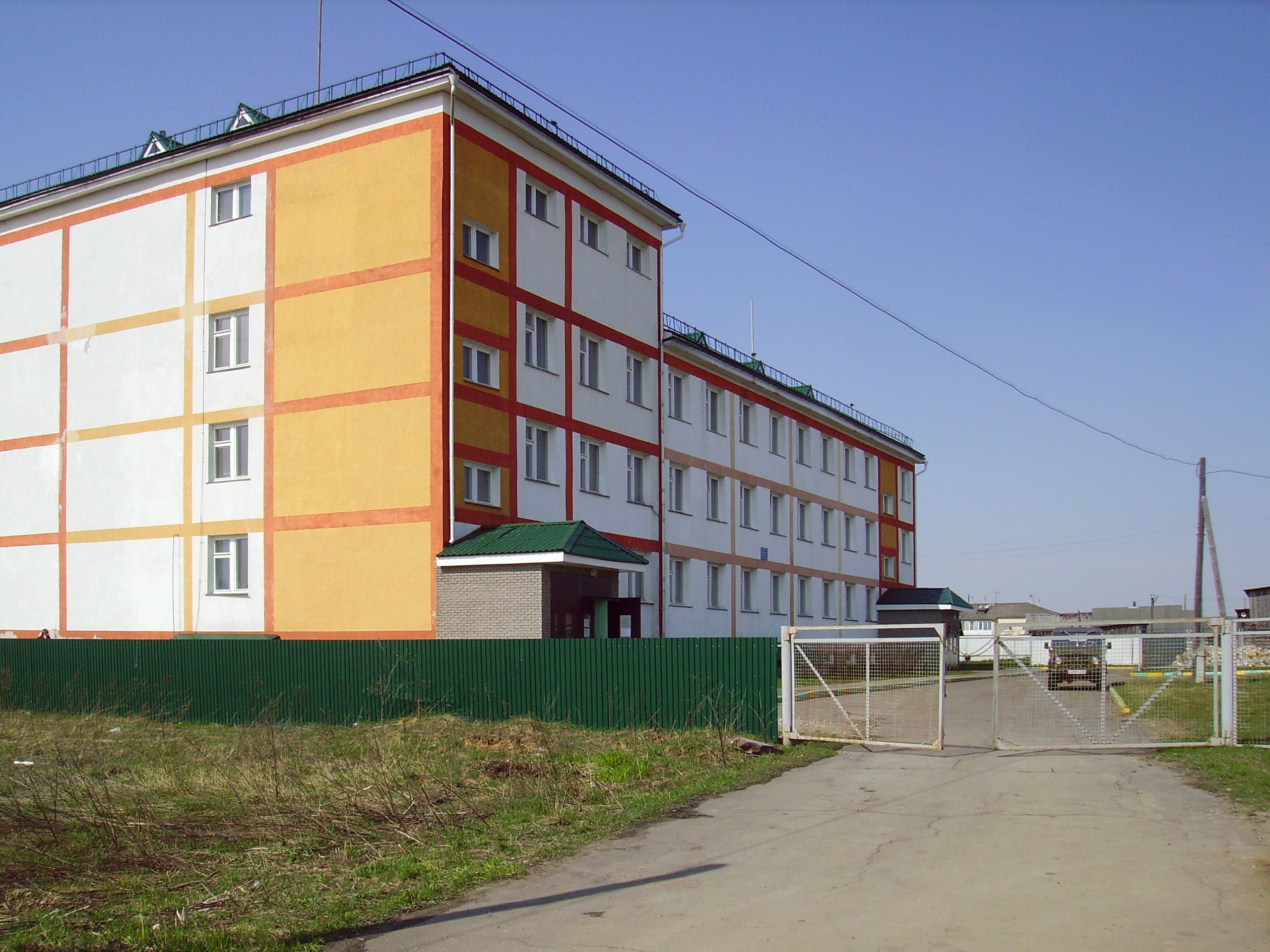
Rajon-Krankenhaus

## Geschichte
Der Ort geht auf eine Einsiedelei zurück, die 1464 (nach anderen Angaben bereits 1417) von einem Mönch aus Weliki Ustjug in einem von Mari bewohnten Gebiet errichtet wurde. Der Mönch wurde später von der Russisch-Orthodoxen Kirche als Barnabas von Wetluga (russisch Warnawa Wetluschski) heiliggesprochen; nach ihm ist Warnawino benannt. Später entstand ein Kloster mit umliegendem Handelsdorf. Das Kloster wurde 1764 geschlossen 1778 erhielt der Ort unter dem Namen Warnawin die Stadtrechte als Verwaltungssitz eines Ujesds der Statthalterschaft, später Gouvernement Kostroma.
Mit der Auflösung der Ujesde in den 1920er-Jahren verlor der Ort die Stadtrechte und galt fortan unter der heutigen Namensform als Dorf (selo). 1929 wurde er aber wieder Verwaltungssitz, nunmehr eines nach ihm benannten Rajons. In Folge wurde der Rajon mehrmals wieder aufgelöst – erstmals bereits am 25. Juli 1931 – und wieder neu geschaffen; in der heutigen Form existiert er seit 11. Januar 1965. Seit 1961 besitzt Warnawino den Status einer Siedlung städtischen Typs.

### Bevölkerungsentwicklung
| Jahr | Einwohner |
| ---- | --------- |
| 1897 | 1444      |
| 1939 | 2284      |
| 1959 | 2900      |
| 1970 | 3147      |
| 1979 | 3529      |
| 1989 | 3909      |
| 2002 | 3718      |
| 2010 | 3475      |

Anmerkung: Volkszählungsdaten

## Verkehr
Durch Warnawino verläuft die Regionalstraße 22K-0013, die dem rechten Ufer der Wetluga von der Stadt Wetluga abwärts bis zum südlich benachbarten Rajonzentrum Krasnyje Baki folgt, wo Anschluss an die 22R-0159 Nischni Nowgorod – Schachunja – Oblast Kirow (Richtung Jaransk) besteht.
Über die 22K-0013 kann die nächstgelegene Bahnstation Wetluschskaja bei Kilometer 571 der Strecke Moskau – Nischni Nowgorod – Kotelnitsch erreicht werden, in der 25 km südlich gelegenen Siedlung Wetluschski.